# Baumsaft-Schwebfliege
Die Baumsaft-Schwebfliege (Brachyopa bicolor) ist eine Fliege aus der Familie der Schwebfliegen (Syrphidae), die durch ihre Färbung Blumenfliegen sehr ähnlich sieht. Man kann sie von diesen aber durch das am Rand des Mundes stark vorgezogene Gesicht und die Flügeladerung unterscheiden. Sie zählt zur Gattung Brachyopa, deren Arten habituell nur sehr schwer zu unterscheiden sind.  

## Merkmale
Die Fliegen erreichen eine Länge von etwa 6,5 Millimetern. Der Kopf und die Fühler sind rostgelb gefärbt, das Gesicht ist weißlich bestäubt. Die Fühlerborste ist sehr fein behaart. Das Mesonotum ist dunkelgrau und trägt auf der Oberseite drei dunkle Längslinien, wobei die mittlere geteilt ist. Der Hinterleib ist gedrungen und hat eine rotgelbe Farbe. Die Beine sind ebenso rotgelb, lediglich die Tarsen sind dunkel. 

## Lebensweise
Die Imagines ernähren sich ausschließlich von austretendem Baumsaft an Eichen und Buchen. Die Männchen bewegen ihre Flügel schwirrend während des Sitzens. Die Larven leben in verrottenden Baumpilzen, die an Eichen und Buchen wachsen.